# 学力向上進学重点校
学力向上進学重点校（がくりょくこうじょうしんがくじゅうてんこう）は、神奈川県教育委員会から指定された、大学進学指導の充実を図り進学実績向上に重点を置いた県立高等学校。

## 概要
2007年に下記の10校が指定され、2010年に下記の8校が追加された。
2013年に2007年度と2010年度に指定された18校が再指定され、そのうち横浜翠嵐と湘南は「アドバンス校」となり、指定校の牽引役という位置づけとなった。
2015年度末で指定が一旦終了し、2016年度に新たに「エントリー校」となった17校（横浜翠嵐高校、川和高校、希望ケ丘高校、横浜平沼高校、光陵高校、柏陽高校、横浜緑ケ丘高校、多摩高校、横須賀高校、鎌倉高校、湘南高校、茅ケ崎北陵高校、平塚江南高校、小田原高校、厚木高校、大和高校、相模原高校）の中から、2018年度に改めて以下の基準で学力向上進学重点校を指定することとした。
```
   1.主体的・協同的な学びの教科指導を展開し、高いレベルの能力育成のため、達成するべき学力水準を示している。
   2.県教委実施の生徒学力調査結果の結果により、高い学力が身についている。
   3.生徒の７割以上が、在学期間中に英検２級程度以上の高い英語力を取得している。
   4.全国規模の大会の取り組みなど、学校の教育活動全体を通じて豊かな人間性や社会性を育み、その成果をあげている。
   5.難関大学への現役進学に高い実績をあげている。
```

この選定基準に基づいて、県教育委員会は2017年10月に横浜翠嵐高校と湘南高校を学力向上進学重点校に先行指定し、2018年3月30日に柏陽高校と厚木高校を追加指定し、2018年4月1日から上記の4校体制で新制度が発足した（2021年3月31日まで3年間）。残りの13校は、引き続きエントリー校となった。
2018年6月12日、県教育委員会は、2019年度入試において、学力向上進学重点校4校ならびに平塚江南高校、希望ケ丘高校、横須賀高校の自己表現（特色）検査を学校独自問題ではなく、「共通問題」と「共通選択問題」を用いて実施することを発表した。
2018年7月12日の記者発表で、神奈川県教育委員会は2019年度に実施する2020年度入学者選抜では、学力向上進学重点校4校と全ての学力向上進学重点校エントリー校において共通問題と共通選択問題を用いた特色検査（自己表現検査）を実施することを発表した。
2020年12月23日の記者発表で、神奈川県教育委員会は上記4校に加えて、川和高校を2021年度から学力向上進学重点校に追加指定し、残りのエントリー校と横浜国際高校を2021年度以降のエントリー校とすることを発表した。
2023年10月26日の記者発表で、神奈川県教育委員会は上記5校に加えて、横浜緑ケ丘高校、多摩高校、小田原高校を2024年度から学力向上進学重点校に追加指定し、エントリー校は2024年4月に改めて指定すると発表した。上記8校の重点校は2027年度までの指定となる。

## 指定校
- 2007年指定（2015年度まで）
  - 神奈川県立横浜翠嵐高等学校（2013年、アドバンス校に指定）
  - 神奈川県立光陵高等学校
  - 神奈川県立柏陽高等学校
  - 神奈川県立横浜国際高等学校（指定当初は神奈川県立外語短期大学付属高等学校）
  - 神奈川県立多摩高等学校
  - 神奈川県立横須賀高等学校
  - 神奈川県立鎌倉高等学校
  - 神奈川県立湘南高等学校（2013年、アドバンス校に指定）
  - 神奈川県立平塚江南高等学校
  - 神奈川県立小田原高等学校

- 2010年指定（2015年度まで）
  - 神奈川県立川和高等学校
  - 神奈川県立希望ケ丘高等学校
  - 神奈川県立横浜緑ケ丘高等学校
  - 神奈川県立追浜高等学校
  - 神奈川県立秦野高等学校
  - 神奈川県立厚木高等学校
  - 神奈川県立大和高等学校
  - 神奈川県立相模原高等学校

- 2018年度再指定（2021年度時点の指定校）
  - 神奈川県立横浜翠嵐高等学校
  - 神奈川県立湘南高等学校
  - 神奈川県立柏陽高等学校
  - 神奈川県立厚木高等学校

- 2021年度追加指定（2021年度時点の指定校）
  - 神奈川県立川和高等学校

- 2021年度時点のエントリー校
  - 神奈川県立横浜平沼高等学校
  - 神奈川県立横浜緑ケ丘高等学校
  - 神奈川県立光陵高等学校
  - 神奈川県立希望ケ丘高等学校
  - 神奈川県立多摩高等学校
  - 神奈川県立横須賀高等学校
  - 神奈川県立平塚江南高等学校
  - 神奈川県立鎌倉高等学校
  - 神奈川県立小田原高等学校
  - 神奈川県立茅ケ崎北陵高等学校
  - 神奈川県立相模原高等学校
  - 神奈川県立大和高等学校
  - 神奈川県立横浜国際高等学校

- 2024年度追加指定
  - 神奈川県立横浜緑ケ丘高等学校
  - 神奈川県立多摩高等学校
  - 神奈川県立小田原高等学校

- 2024年度時点のエントリー校
  - 神奈川県立横浜平沼高等学校
  - 神奈川県立光陵高等学校
  - 神奈川県立希望ケ丘高等学校
  - 神奈川県立横須賀高等学校
  - 神奈川県立平塚江南高等学校
  - 神奈川県立鎌倉高等学校
  - 神奈川県立茅ケ崎北陵高等学校
  - 神奈川県立相模原高等学校
  - 神奈川県立大和高等学校
  - 神奈川県立横浜国際高等学校